# Johnson Toribiong
Johnson Toribiong (ur. 22 lipca 1946 w Airai) – palauski polityk i prawnik, prezydent Palau od 1 stycznia 2009 do 17 stycznia 2013. Ambasador Palau w Republice Chińskiej w latach 2001-2008.

## Życiorys
Johnson Toribiong z wykształcenia jest prawnikiem. Ukończył prawo na University of Colorado w Boulder w Stanach Zjednoczonych oraz na University of Washington Law School w Seattle. Od 1974 prowadził własną praktykę adwokacką. Pełnił także funkcję prokuratora. W latach 1981–1984 zajmował stanowisko senatora. W 2001 objął urząd ambasadora w Republice Chińskiej, który zajmował do 2008. 

### Prezydent
W 2008 był jednym z czterech kandydatów do stanowiska prezydenta Palau. Wybory w Palau oparte są na dwuturowej ordynacji większościowej: dwóch kandydatów z najlepszymi wynikami w pierwszej turze ubiega się w drugiej o prezydenturę kraju. Pierwsza tura wyborów prezydenckich odbyła się 23 września 2008. Pierwsze miejsce zajął w niej dotychczasowy wiceprezydent Camsek Chin z 3 tysiącami głosów poparcia. Toribiong z wynikiem 2,5 tysiąca głosów zajął drugą lokatę. Pozostali kandydaci: Surangel Whipps (2,25 tysiąca głosów) oraz Joshua Koshiba (1,4 tysiąca głosów) odpadli z rywalizacji.

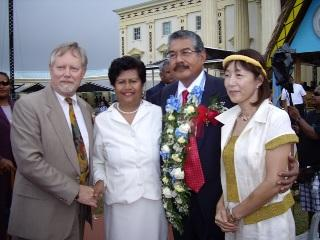
Johnson Toribiong w dniu inauguracji prezydentury, 15 stycznia 2009.

Druga tura wyborów prezydenckich miała miejsce 4 listopada 2008. Nieoficjalne wyniki wstępne od samego początku wskazywały nieznaczną przewagę Toribionga nad wiceprezydentem Camsekiem Chinem (1629 do 1499 głosów). Toribiong utrzymał prowadzenie do końca i ostatecznie zdobył 4942 głosy, pokonując Camseka China o 216 głosów (Chin - 4726 głosów).
Johnson Toribiong urząd prezydenta objął 1 stycznia 2009. Jest żonaty, ma dwoje dzieci.